# Gerhard Gernhöfer
Gerhard Gernhöfer (geboren am 1. Oktober 1942) ist ein ehemaliger deutscher Handballspieler. Er wurde auf der Position Linksaußen eingesetzt.
Gernhöfer, Spitzname „Gunnar“, erlernte Handball bei Einheit Neustrelitz, wechselte dann auf Initiative von Hans-Jürgen Schwenzer im Oktober 1960 nach Rostock zum SC Empor Rostock, mit dem er 1961 Jugendmeister im Feldhandball wurde. Anschließend lief er für die in der 2. Liga spielende zweite Mannschaft von Empor auf, ab 1963 dann bei der in der Oberliga spielenden ersten Mannschaft. Mit dem SC Empor gewann er in den Spielzeiten 1967/1968 und 1972/1973 den Meistertitel.
Bei der Weltmeisterschaft 1967 schied er mit der Nationalmannschaft der DDR in der Vorrunde aus, 1970 wurde er mit der Auswahl Zweiter der Weltmeisterschaft.
Gernöfer ist verheiratet und hat zwei Kinder.